# テトラセン
テトラセン (tetracene) は、有機化合物の一種。ベンゼン環が直線上に縮合して連なった構造を持つ芳香族炭化水素、アセン類のひとつで、テトラセンは4環からなる。淡黄色の固体。
化学発光の演示実験で、蛍光発光剤として用いられる。
テトラセンは有機半導体のひとつで、有機電界効果トランジスタ (OFET)、有機エレクトロルミネッセンス (OLED) の材料として利用される。OLEDの場合には発光させるための色素として微量ドープされる。また、初の単層で光る発光性薄膜有機トランジスタの活性層として使われた。